# Marquês de Viana
Marquês de Viana é um título nobiliárquico criado em 3 de Julho de 1821 pelo rei D. João VI de Portugal a favor do Vice-Almirante D. João Manoel de Meneses, 1.º Conde de Viana. Condecorado com a Grã-Cruz da Ordem Militar da Torre e Espada e o grau de Comendador da Ordem Militar de Avis, já anteriormente tinha sido criado Conde de Viana a 13 de Maio de 1810.
Filho de D. António Luís de Meneses e de D. Domingas Manoel de Noronha, 3.ª Marquesa de Tancos, D. João Manoel de Meneses foi quem em 1821 comandou a esquadra na qual D. João VI regressou ao Reino vindo do Brasil.
Devido à falta de descendência legítima e diversas vicissitudes o título de Marquês de Viana mudou por duas vezes de linha genealógica. O título extinguiu-se por morte sem geração do 4.º Marquês, em 1984.
Uma 1.ª criação do título de Conde de Viana data do século XVII. 
Os títulos descritos neste artigo não se confundem com os títulos medievais de Conde de Viana da Foz do Lima e de Conde de Viana do Alentejo.

## Conde de Viana (1692) - 1.ª criação
Título criado em 8 de Fevereiro de 1692 pelo Rei D. Pedro II em favor de D. José de Menezes, neto de D. Pedro de Menezes, 2.º Conde de Cantanhede e Estribeiro-Mor do Rei.

### Titular
D. José de Menezes (c. 1660-1713), sem geração

### Armas
Armas: as dos Menezes (Cantanhede), plenas.

## Condes de Viana (1810) - 2.ª criação
Título criado pelo Príncipe-Regente D. João por Decreto de 13 de Maio de 1810 em favor de D. João Manoel de Meneses.

### Titulares
1. D. João José António Francisco Maria Manoel de Meneses  (1783-1831), 1.º Marquês de Viana
2. D. João Paulo Manoel de Meneses  (1810-1890), 2.º Marquês de Viana, filho do anterior
3. João Manoel de Meneses Rodrigues  (1859-1935), 3.º Marquês de Viana, primo do anterior

### Armas
Armas: as dos Marqueses de Viana.

## Marqueses de Viana (1821)
Título criado pelo Rei D. João VI por Decreto de 13 de Maio de 1810 em favor do Vice-Almirante D. João Manoel de Meneses, 1.º Conde de Viana.

### Titulares
1. D. João José António Francisco Maria Manoel de Meneses (1783-1831), 1.º Conde de Viana
2. D. João Paulo Manoel de Meneses (1810-1890), 2.º Conde de Viana, filho do anterior
3. João Manoel de Meneses Rodrigues (1859-1935), 3.º Conde de Viana, primo do anterior
4. Luís José da Gama Berquó (1895–1984), primo do anterior

### Armas
Armas: de Manoéis (dos Condes de Atalaia), plenas.